# 罗赛雷斯大坝
罗赛雷斯大坝（阿拉伯语：‎），位于苏丹青尼罗省达马津市境内的罗赛雷斯镇附近，一座建于青尼罗河干流上的水坝。2013年1月1日，大坝加高工程正式竣工，坝体全长达到25.1千米，成为世界上最长的土石坝 。

## 背景
- 1952年，苏丹政府为了研究在罗赛雷斯镇附近兴建大坝的可行性，决定进行有关的地质和水文勘测，兴建大坝的目的是发电及灌溉耕地。
- 1955年，柯尼比勒公司和亚历山大·吉布爵士合伙人公司（英语：Sir Alexander Gibb & Partners）被选定负责该项目的研究和设计。研究报告建议：一期工程修建一座海拔高程480米，水库库容30亿立方米的大坝；二期工程将大坝加高10米，达到海拔高程490米，使库容增加到74亿立方米。
- 1959年，苏丹与埃及签署了尼罗河水资源分配协议，苏丹享有185亿立方米的尼罗河水，允许建设罗赛雷斯大坝。

## 工程概况

### 一期工程
一期工程于1961年开工，1966年完成。工程由混凝土坝、土石坝、水闸和发电厂组成。
- 混凝土坝：长1（0.62英里），坝高68米，共69个支墩，总体积85万立方米。
- 土石坝：自坝底最大高度约30（98英尺），坝底最大宽度230（755英尺）；总长度12.5（7.77英里），其中左岸（东）长4（2.49英里），右岸（西）长8.5（5.28英里）。
- 水闸：7个泄洪闸门（高12米，宽10米），用于泄洪及排放水面漂浮物；5个深水闸门（高10.5米，宽6米），用于泄洪及排淤。

### 二期工程
二期工程也被称为“罗赛雷斯大坝加高工程”。
- 1977年，进行了一项关于青尼罗河的研究，研究建议加高罗赛雷斯大坝至海拔高程490米，以弥补由于泥沙淤积造成的库容减少；同时扩大农业灌溉面积，由一期工程时东岸的100万英亩，扩大到两岸的400万英亩。水库库容也将增加到74亿立方米。
- 1987年，委托柯尼比勒公司和亚历山大·吉布爵士合伙人公司作为顾问更新了罗赛雷斯大坝加高的可行性研究。
- 1989年，苏丹政府对大坝加高的效用寻求了国际专家的意见。
- 1991年，苏丹政府决定实施该项目，并进行了必要的准备工作，基础设施都已到位，但工程刚刚开始，就由于资金短缺被迫推迟。
- 1994-1999年，伊斯兰开发银行对罗赛雷斯大坝表现出浓厚的兴趣，这家银行与欧佩克合作，资助重大项目中一些关键设施的建设。
- 2005年，苏丹政府与澳大利亚SMEC国际公司（英语：SMEC Holdings）和苏丹联合公司签约，评审和更新先前的研究及相关活动，以及罗赛雷斯大坝加高工程更新后的成本估算和经济评估。
- 2006年，大坝执行局承担起该项目，审查合同并开始招标，成立了技术委员会负责评估报价并选择顾问和承包商，提交项目申请资金通过。
- 2008年3月，对可能受加高工程影响的地区进行了一次普查。
- 2008年5月1日，二期工程正式开工建设，施工方为中国CCMD联营体。
- 2013年1月1日，罗赛雷斯大坝加高工程举行了竣工典礼。

二期工程主要包括：
- 混凝土坝：加高10（33英尺）使坝高达到78（256英尺），浇注混凝土方量达到15.5万立方米。
- 土石坝：填筑土方总量达到1,850万立方米，长度增加到24.41（15.17英里）。
- 水电机械升级

### 发电厂
发电厂于1966年一期工程结束后建成，发电机组的安装分多个阶段完成：
- 第一阶段：1-3号机组，均为30兆瓦，资金来自于世界银行。
- 第二阶段：4号机组，40兆瓦，于1979年投入商业运营。
- 第三阶段：5-6号机组，均为40兆瓦，于1992-1999年之间完成。
- 第四阶段：7号机组，40兆瓦，于1989年投入商业运营。